# ジョホール・サーキット
座標: 北緯1度28分58秒 東経103度54分34秒 / 北緯1.48278度 東経103.90944度

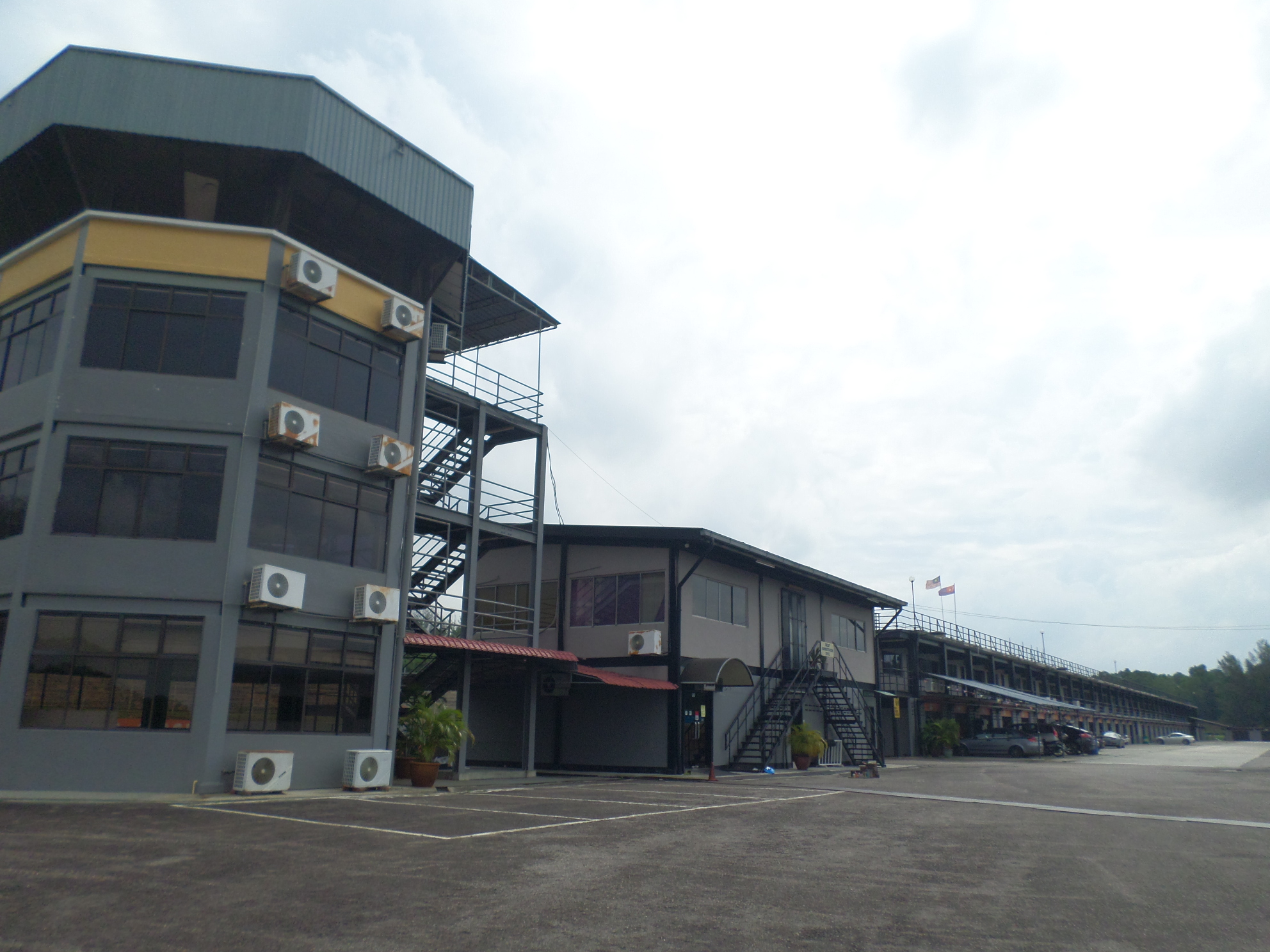
ジョホール・サーキット

ジョホール・サーキット (マレー語: Litar Johor) は、マレーシアのジョホール州パシール・グダンにあるサーキットである。

## 概要
1986年にジョホール州のスルターン(第8代マレーシア国王)によって正式にオープンされた。
ジョホール・サーキットは1998年のロードレース世界選手権第2戦マレーシアGPの舞台となった。500ccクラスではミック・ドゥーハン、250ccクラスでは原田哲也、125ccクラスでは上田昇がそれぞれ勝者となった。
ジョホールでマレーシアGPが開催されたのはこの年限りであり、以前はシャー・アラム・サーキット、次年度以降はセパン・サーキットで行われた。また、1992年と1993年にはスーパーバイク世界選手権が開催された。